# مفوض الشؤون الاقتصادية والمالية والضرائب والجمارك
مفوض الشؤون الاقتصادية والمالية والضرائب والجمارك هو عضو في المفوضية الأوروبية . المفوض الحالي هو بيير موسكوفيتشي . حتى عام 2014 ، عُيِّن في هذا المنصب مفوضًا للضرائب والاتحاد الجمركي ومراجعة الحسابات ومكافحة الغش وقُسِّم سابقًا قبل عام 2010 ، وكانت المراجعة تحت سيطرة مفوض الشؤون الإدارية. ألغيت الوظيفة في عام 2014 ، عندما قامت لجنة يونكر بدمج الوظيفة مع حافظة الشؤون الاقتصادية والمالية .
هذا المنصب مسؤول عن الاتحاد الجمركي وسياسة الضرائب في الاتحاد الأوروبي . كان للاتحاد الأوروبي اتحاد جمركي منذ إنشاء الجماعة الاقتصادية الأوروبية ويمتد هذا الاتحاد إلى تركيا وأندورا وسان مارينو. منذ عام 2010 ، حصلت على مسؤولية التدقيق و المراجعة (تصريف الميزانية ، المراجعة الداخلية ، الاحتيال المضاد): لا سيما دائرة التدقيق الداخلي والمكتب الأوروبي لمكافحة الغش .